# Малинин, Сергей Александрович
Серге́й Алекса́ндрович Мали́нин (25 января 1923, пос. Ведлозеро, Карельская трудовая коммуна — 7 августа 2006) — советский и российский юрист, специалист по международному праву; доктор юридических наук (1968); профессор и заведующий кафедрой международного права Ленинградского государственного университета, проректор ЛГУ; заслуженный деятель науки РСФСР (1980) и Российской Федерации (1999).

## Биография

### Ранние годы. Война
Сергей Малинин родился в поселке Ведлозеро (ныне в Пряжинском районе Республики Карелия) 25 января 1923 года; его мать работала учительницей русского языка в местной средней школе; Сергей рано потерял отца. В начале Великой Отечественной войны 18-летним юношей добровольцем вступил в истребительный батальон и участвовал в боях на подступах к Петрозаводску. Затем курсант Одесского училища артиллерии большой мощности (в г. Сухой Лог Свердловской области). С марта 1942 года по март 1945 года участвовал в боевых действиях на Западном и 3-м Белорусском фронтах в 107-й гаубичной артиллерийской бригаде (5-я армия) на командных должностях (командир огневого взвода, командир взвода управления артиллерийского дивизиона, начальник разведки бригады). После тяжелого ранения в марте 1945 года более года находился в госпиталях. За военные заслуги был награждён орденами Отечественной войны 1-й и 2-й степени, а также рядом медалей.

### ЛГУ. Проректор
После войны, в 1946 году, Малинин успешно сдал вступительные экзамены сразу в два высших ВУЗа: он посупил и в Московский институт международных отношений (МГИМО) МИД СССР, и Ленинградский государственный университет имени Жданова (ЛГУ); выбрал учёбу на юридическом факультете ЛГУ. За годы учёбы в Ленинграде не получил ни одной оценки ниже «отлично»; являлся ленинским стипендиатом; окончил факультет в 1951 году (с отличием). На первом курсе были избран секретарем бюро комсомола на факультете, позднее он стал секретарем комитета комсомола всего ЛГУ.
В 1955 году Малинин защитил в ЛГУ кандидатскую диссертацию по теме «Проблема разоружения в международном праве на современном этапе» — стал кандидатом юридических наук. После получения звания она начал преподавать на кафедре международного права юрфака ЛГУ. В 1967 году, также в ЛГУ, он успешно защитил докторскую диссертацию по теме «Атомная проблема в международном праве» — стал доктором юридических наук. Его работа стала одним из первых в СССР научных исследований по данному вопросу, являвшемуся новым и для мировой юриспруденции.
В 1978 году Малинин получил пост заведующего кафедрой международного права — он сменил на данном посту профессора Романа Боброва. Кроме того, в период с 1963 по 1964 год Малинин являлся деканом всего юридического факультета и в течение десяти лет, с 1975 по 1984, состоял в должности первого проректора ЛГУ. Неоднократно избирался депутатом Ленинградского городского совета (Ленсовета), где занимал пост председателя комиссии по законности и охране общественного порядка. В октябре 1980 года ему было присуждено почётное звание «Заслуженный деятель науки РСФСР». Уже в России, в 1994 году (по другим данным — в 1991) Малинину была присуждена государственная научная стипендия, учрежденная президентом России для выдающихся ученых. Кроме того, он несколько лет являлся вице-президентом Советской ассоциации международного права (позднее — Российской ассоциации международного права).
Малинин был персональным членом во Всемирной ассоциации международного права; он занимал пост президента Санкт-Петербургского отделения Российской ассоциации содействия ООН. Кроме того, он входил в состав редакционной коллегии юридического журнала «Российского ежегодника международного права» и был членом редколлегии научного журнала «Правоведение»; состоял в редакционном совете, ответственном за выпуск «Советского журнала международного права» (позднее «Московского журнала международного права»). Был членом нескольких диссертационных и научно-консультационных советов как в ЛГУ, так и в других ВУЗах. Скончался 7 августа 2006 года и был похоронен на Смоленском кладбище в Санкт-Петербурге. После смерти Малинина, его вдова передала библиотеке юридического факультета СПбГУ коллекцию литературы по юриспруденции, собранную профессором (согласно его завещанию).

## Награды
- два ордена Отечественной войны 1-й степени (22.12.1943, 06.04.1985[2])
- орден Отечественной войны 2-й степени (08.03.1945)
- орден «Знак Почёта»
  - медали в том числе:
  - «За Победу над Германией в Великой Отечественной войне 1941—1945 гг.» (28.11.1945)
  - «За взятие Кёнигсберга»
  - «Ветеран труда»

Почетные звания и премии
- заслуженный деятель науки РСФСР (28.10.1980)

## Научные труды
Сергей Малинин являлся автором и соавтором более 120 (по другим данным — более 140) научных работ, включая 5 монографий; ряд его работ были переведены на иностранные языки. Являлся научным руководителем и консультантом в 40 кандидатских и десяти докторских диссертациях. Специализировался на международном праве, входил в число ключевых участников ленинградской (позднее, петербургской) школы международного права: занимался проблемами правового статуса международных организаций и изучал юридическую природу международных нормативных актов, а также — правовое положение учреждений ООН.
Разрабатывая вопросы права международной безопасности, стал одним из основателей такого направления как «атомное право». Полагал, что одним из факторов, влияющих на современное международное сотрудничество государств — включая и вопросы обеспечения международной безопасности — является личный контакт как руководителей, так и специалистов: «большое значение для обеспечения международной безопасности имеют меры укрепления доверия… среди которых следует выделить контакты между людьми разных стран — поездки на индивидуальной и коллективной основе, молодёжные контакты, различные конференции, встречи специалистов и представителей общественных ассоциаций…».
Книги
- «Организация Объединённых Наций» (Л., 1959, 1960) (в соавт.);
- «Международное сотрудничество в области мирного использования атомной энергии» (М., 1961);
- «Правовые основы разоружения» (Л., 1966);
- «Мирное использование атомной энергии (международно-правовые вопросы)» (М., 1971);
- «Правовые проблемы морской атомной деятельности» (Л., 1974; в соавт. с В. А. Мусиным);
- Энциклопедия международных организаций. Т. 1. Международные межправительственные организации. СПб., 2003 (отв. редактор).

Статьи и разделы в коллективных трудах
- Право международной безопасности // Международное право / Отв. ред. Г. И. Тункин. М., 1982.
  - Глава 3. «Право международной безопасности» // "Курс международного права. Т. 4; М., 1990;
- Новое в международном нормотворчестве // Советский ежегодник международного права. 1986. М., 1987 (в соавт.).;
- Человеческое измерение как обязательный компонент всеобъемлющего подхода к международной безопасности // Правоведение. 1994. № 3;
- Правовая природа административно-регламентационных актов, издаваемых межгосударственными организациями // Правоведение. 1999. № 2 (в соавт.);
- Право международной безопасности // Международное право / Ред. кол.: Л. Н. Шестаков и др. М., 2005 (в соавт.).